# Oddworld: Abe's Exoddus
Oddworld: Abe's Exoddus (Abe '99 in Giappone) è un videogioco del 1998, seguito di Oddworld: Abe's Oddysee. Questo episodio racconta le vicende avvenute subito dopo il finale del primo episodio, ma non viene catalogato nella saga di Oddworld come titolo principale, ma come episodio bonus.
Il corto di Oddworld: Abe's Exoddus ha goduto dell'anteprima in teatro a Los Angeles e fu presentato per l'Oscar dall'Academy of Motion Pictures Arts & Sciences nel 1998.
Dal 2 giugno 2010 è possibile scaricare Oddworld: Abe's Exoddus per PlayStation 3 e PlayStation Portable tramite PlayStation Network. Successivamente anche su PlayStation TV grazie alla possibilità di emulare giochi per PSone.
Il 14 marzo 2016 Oddworld Inhabitants ha annunciato un titolo a cui stanno lavorando, che seguirà il precedente reboot di Abe's Oddysee, nonché della serie, ovvero Oddworld: New 'n' Tasty!, chiamato Oddworld: Soulstorm.

## Trama
Dopo il salvataggio dei suoi simili, Abe fa ritorno nella sua terra nativa, dove verrà festeggiato come un eroe. Ma proprio durante i festeggiamenti Abe, per colpa della sua goffaggine, cade per terra e batte la testa, perdendo i sensi; durante questo breve periodo di incoscienza, i sacri spiriti degli sciamani del suo villaggio, ormai profanati, avvertiranno Abe di una nuova minaccia da parte dei Glukkon, intenti a saccheggiare la necropoli degli antenati dei Mudokon, il Necrum, per tritare le loro ossa e ricavare da esse un tipo di bibita; allora Abe si ritroverà di nuovo nel ruolo di eroe pronto a sconfiggere i Glukkon sabotando la loro industria e a salvare tutti i compagni schiavi detenuti nello Stabilimento Tempesta d'Anime. 
La prima tappa sono le Miniere Necrum, dove vengono estratte le ossa dei cadaveri Mudokon. Abe arriverà qui insieme a 5 altri Mudokon, che poi diventeranno malati per aver ceduto nel bere la bibita Tempesta d'Anime. Dopo aver fatto saltare in aria le miniere, Abe si ritroverà nel Necrum, ovvero il cimitero tribale dei Mudokon. Da qui, Abe dovrà raggiungere le tombe delle tribù dei Mudomo e dei Mudanchee per liberare gli spiriti dei Mudokon. Gli sciamani chiameranno Abe dopo aver liberato gli spiriti e, attraverso un fulmine, gli incideranno un tatuaggio sul petto, che servirà per guarire i Mudokon malati. 
Dalle miniere Necrum ormai distrutte, dove si trovavano i 5 compagni che lo hanno accompagnato, Abe arriverà al Deposito FeeCo, stazione ferroviaria da dove è possibile raggiungere, oltre alle Miniere e ai vecchi Mattatoi Ernia, la Caserma degli Slig, lo Spaccaossa e lo stabilimento Tempesta d'Anime. Il deposito, lo Spaccaossa e la Caserma degli Slig hanno un Glukkon come dirigente della struttura, ed Abe dovrà riuscire ad impossessarsene per aprire i cancelli elettrici per lo stabilimento. 
Dopo aver aperto i cancelli, Abe arriva allo stabilimento Tempesta d'Anime, dove viene prodotta la bibita. Qui, Abe scopre anche che alcuni Mudokon sono imprigionati in apparecchi chiamati "Estrattori di lacrime", altro ingrediente segreto della bibita (nota: i Mudokon che libererete da questi marchingegni saranno malati). Come i Mattatoi Ernia, lo stabilimento è diviso in 15 Zulag, alla fine dei quali Abe, attivando una ruota, saboterà la caldaia principale, provocando così l'esplosione dello stabilimento. Dovrà riuscire a fuggire e salvare i Mudokon rimasti in 4 minuti, altrimenti verrà liberato un gas tossico.

### Il finale
Proprio come nel titolo precedente, in questo gioco ci sono due finali, uno felice e uno triste, a seconda di quanti Mudokon vengono salvati: se Abe salva almeno 150 dei 300 Mudokon, Abe riporterà i suoi simili nella loro abitazione, mentre in caso contrario viene abbandonato dai suoi simili e imprigionato in un Estrattore di lacrime dai Glukkon, che lo useranno per poter ottenere la miglior bibita di sempre.
Inoltre, uccidendo tutti i Mudokon (escludendo quelli da salvare obbligatoriamente e quelli che non possono essere uccisi), solo sulla versione per PlayStation, si avrà come premio l'immunità dai proiettili e dalle bombe, e viene conferito il titolo di "Nuovo vicepresidente relazioni con il personale".
Salvando tutti e 300 i Mudokon, si avrà come premio delle immagini create durante la progettazione e creazione del gioco, e viene anticipato un nuovo capitolo del gioco.

## Modalità di gioco
Il gameplay è sostanzialmente uguale a quello del primo episodio: Abe può comunicare con i suoi simili tramite i comandi “Ciao” e “Seguimi”, e ci sono nuove trovate, come il peto da comandare, i distributori di gambe meccaniche per Slig, i distributori di Slig usa e getta, e molti più esseri di cui impossessarsi (Abe può impossessarsi anche di Scrab, Paramiti e Glukkon, mentre nel primo episodio era possibile possedere soltanto gli Slig). I rompicapo presenti durante il gioco sono leggermente diversi da quelli visti in Oddworld: Abe's Oddysee: ci sono situazioni con enigmi da risolvere con l'ausilio dei propri compagni, e in questo sta la relativa maggiore complessità e, tuttavia, non abbondano, come invece era nel primo gioco, prove da compiere con folli corse o salti perfetti. Una novità di questo episodio risiede negli stati d'animo in cui i Mudokon si trovano durante l'avventura: può, infatti, capitare che un lavoratore si rifiuti di eseguire un ordine perché è arrabbiato o triste, oppure che ecceda a causa di cecità; in questo caso, si dovrà interagire con il compagno per riportarlo allo stato normale (o impegnarsi particolarmente con i Mudokon non vedenti, che non possono guarire):
- Se un compagno è arrabbiato, lo si deve consolare, ma se lo schiaffeggeremo saremo attaccati.
- Se un compagno è intontito, bisogna schiaffeggiarlo, ma non quando c'è del gas esilarante nell'aria.
- Se un compagno è triste, tornerà normale consolandolo, ma colpendolo con uno schiaffo, lui si suiciderà.
- Un compagno ammalato non eseguirà gli ordini, finché non viene curato grazie a un anello guaritore.
- Un compagno affetto da cecità non può vedere, quindi bisognerà dirgli di attendere, prima che cada in qualche trappola.
- Se 2 o più Mudokon si azzuffano, bisognerà gridargli "Fermo!", di modo che smettano di picchiarsi.

Inoltre, Abe può farsi seguire da più Mudokon contemporaneamente, cosa che non era possibile nel primo episodio.
Il comparto tecnico, invece, non ha avuto sostanziali cambiamenti, avvantaggiandosi del motore grafico usato nel primo capitolo. Il comparto audio, invece, sfoggia nuove colonne sonore.

## Doppiaggio italiano
- Luca Sandri : Abe, vari Mudokon, Slig.
- Pietro Ubaldi : Slig, Direttore Phleg (1° voce), vari Mudokon, Spiriti Mudokon.
- Marco Balzarotti : Capo Bibitaio Glukkon, Slig, Glukkon Direttori dello Stabilimento Tempesta d'Anime.
- Riccardo Rovatti : Vicepresidente Aslik, vari Mudokon.
- Marco Balbi : Spiriti Mudokon, Direttore Phleg (2° voce), Generale Dripik, vari Mudokon.
- Aldo Stella : vari Mudokon.
- Giorgio Melazzi : vari Mudokon, Glukkon Direttori dello Stabilimento Tempesta d'Anime

## Versione giapponese
La versione giapponese contiene alcune differenze rispetto alla versione occidentale, anche se poche rispetto a come accadde per la versione nipponica del gioco precedente, Abe a Gogo (Abe's Oddysee):
- In Giappone, il gioco si chiama Abe '99 (riferito all'anno 1999, data in cui uscì il gioco in Giappone, ovvero un anno dopo rispetto alla versione occidentale).
- Anche nella versione orientale del secondo capitolo di Oddworld, rimangono applicate le censure, come quelle delle tre dita di Abe e del Mudokon Pop "ghiacciolo", mantenute anche nella versione occidentale.
- Nella schermata del messaggio finale del gioco, a seconda di quale abbiamo sbloccato, apparirà anche un voto per indicare se si è fatto un buon lavoro oppure no, un po' come nelle scuole giapponesi; per esempio, nel finale buono da 300 Mudokon salvati, appare il voto S (che in Giappone è un voto alto).
- Abe '99 uscì solo per PlayStation. Non esiste una versione per PC.

## Accoglienza
Oddworld: Abe's Exoddus è stato accolto da critiche entusiastiche alla sua uscita e ha ricevuto diversi premi e riconoscimenti. Molto apprezzata è stata l'introduzione di un sistema di salvataggio rapido dei progressi eseguiti durante il gioco, che mancava in Oddworld: Abe's Oddysee. I critici elogiano la modalità di gioco, i suoni e le musiche, la grafica e gli sfondi. L'unico aspetto negativo attribuito al videogioco è la somiglianza della storia al suo predecessore e la difficoltà di alcuni livelli. Oddworld: Abe's Exoddus ottiene votazioni molto alte dai principali recensori di videogiochi: ottiene 8.0 (per la versione PC) e 9.4 (per la versione PlayStation) su GameSpot, 8.5 (per la versione PC) e 7.8 (per la versione PlayStation) su IGN e 88/100 (da parte dei critici) e 9.5 (da parte dei giocatori) su Metacritic.

## Cortometraggio
Per l'occasione del Video Game Award tenutosi a Los Angeles nel 1998, la Oddworld Inhabitants fece proiettare nel cinema del luogo un filmato di 15 minuti circa chiamato Abe's Exoddus - The Movie, che raccontava, tramite un Mudokon giornalista al di fuori delle Miniere Necrum, gli avvenimenti di Abe e del gioco stesso. Anche se candidati alla premiazione, non vinsero. Inoltre, pubblicarono il film su videocassetta, ma ad oggi è molto raro trovarne una.